# Clement Direkte
Clement Direkte var et live Late-night talkshow der blev sendt hver fredag aften på DR2 med Clement Behrendt Kjersgaard som vært.
Formmæssigt ligner programmet meget talkshows, som man kender dem fra USA som The Late Show with David Letterman og Late Night with Conan O'Brien med live-publikum i studiet, en "skyline" ud over byen og stand-up-agtige jokes.
Det er værten og gæsterne der gør programmet interessant, en god blanding mellem noget aktuelt (f.eks politikere), noget kunstmæssigt (f.eks musikere) og så en evigaktuel gæst (f.eks forfattere).
Som hovedregel var der to sjove eller underfundige indslag i hvert program.
I første sæson var der en medvært eller "sidekick" i Huxi Bach, hans rolle udviklede sig senere til en regulær reporter-rolle.
Blev sendt i efteråret 2005 og foråret 2006 med i alt 31 udsendelser.